# Кубра (серіал, 2024)
«Кубра» (тур. Kübra) — це турецький інтернет-серіал 2024 року від Netflix у жанрі драми створений компанією OGM Pictures. В головних ролях — Чагатай Улусой, Асліхан Малбора, Ахсен Ероглу, Назан Кесал, Джіхан Талай, Онур Юнсал, Айтек Шаян, Ахмет Мумтаз Тайлан, Деніз Ишин, Мехмет Чагри Читанак, Джемалеттін Чекмедже. Перший сезон вийшов 18 січня 2024 р. Серіал має 2 сезони. Завершився 16-м епізодом, який вийшов у ефір 6 червня 2024 р.

## Сюжет

### сезон 1
Звичайний мешканець передмістя починає отримувати пророцтва майбутніх подій. Незабаром у нього з’являються послідовники… і могутні вороги.

### сезон 2
Ґьокхан отримує нові сили й нові проблеми. Чи приведе він своїх послідовників до спасіння, чи до вічних мук?

## Актори та ролі
- Чагатай Улусой  - Ґьокхан
- Асліхан Малбора - Мерве
- Ахсен Ероглу - Гюльджан
- Назан Кесал - Ділек
- Джіхан Талай - Саліх
- Айтек Шаян - Серхат
- Ахмет Мумтаз Тайлан - Кара
- Джемалеттін Чекмедже - Алі Риза
- Онур Юнсал - Берк
- Мехмет Чагри Читанак - Селім
- Деніз Ишин

## Сезони
| Сезон | Епізоди | Епізоди | Оригінальний показ | Оригінальний показ | Оригінальний показ |
| Сезон | Епізоди | Епізоди | Перший показ       | Останній показ     | Мережа             |
| ----- | ------- | ------- | ------------------ | ------------------ | ------------------ |
| 1     | 8       | 8       | 18 січня 2024      | 18 січня 2024      | Netflix            |
| 2     | 8       | 8       | 6 червня 2024      | 6 червня 2024      | Netflix            |

## Список серій

### Сезон 1 (2024)
| № | # | Назва                 | Режисер                    | Сценарист                                           | Перший ефір у США |
| --- | - | --------------------- | -------------------------- | --------------------------------------------------- | ----------------- |
| 1 | 1 | «Епізод 1» «1. Bölüm» | Дурул Тайлан, Ягмур Тайлан | Рана Маматлиоглу, Бекір Баран Сіткі, Мурат Уюркулак | 18 січня 2024     |
| Ґьокхан отримує загадкове повідомлення від Кюбри з передбаченням його майбутнього та переживає кризу віри й ідентичності.                   |   |                       |                            |                                                     |                   |
| 2 | 2 | «Епізод 2» «2. Bölüm» | Дурул Тайлан, Ягмур Тайлан | Рана Маматлиоглу, Бекір Баран Сіткі, Мурат Уюркулак | 18 січня 2024     |
| Ґюльджан оплакує померлого батька, а її брату Ґьокхану доводиться витримати найскладніше випробування Кюбри.                                |   |                       |                            |                                                     |                   |
| 3 | 3 | «Епізод 3» «3. Bölüm» | Дурул Тайлан, Ягмур Тайлан | Рана Маматлиоглу, Бекір Баран Сіткі, Мурат Уюркулак | 18 січня 2024     |
| Вчинки Ґьокхана дивують усіх довкола, ним починає цікавитися поліція. Його рідні намагаються призвичаїтися до нового життя.                 |   |                       |                            |                                                     |                   |
| 4 | 4 | «Епізод 4» «4. Bölüm» | Дурул Тайлан, Ягмур Тайлан | Рана Маматлиоглу, Бекір Баран Сіткі, Мурат Уюркулак | 18 січня 2024     |
| Мерве намагається переконати Ґьокхана поговорити з журналістами. Прихильників Семаві стає дедалі більше, а ще він привертає небажану увагу. |   |                       |                            |                                                     |                   |
| 5 | 5 | «Епізод 5» «5. Bölüm» | Дурул Тайлан, Ягмур Тайлан | Рана Маматлиоглу, Бекір Баран Сіткі, Мурат Уюркулак | 18 січня 2024     |
| Послідовники Ґьокхана оплакують втрату, напруга зростає, а внутрішній розкол серед пастви призводить до сутичок із поліцією.                |   |                       |                            |                                                     |                   |
| 6 | 6 | «Епізод 6» «6. Bölüm» | Дурул Тайлан, Ягмур Тайлан | Рана Маматлиоглу, Бекір Баран Сіткі, Мурат Уюркулак | 18 січня 2024     |
| Інспектор Кара свариться із Семаві через особисте питання. Ґюльджан розкриває жахливу таємницю на весіллі Мерве й Ґьокхана.                 |   |                       |                            |                                                     |                   |
| 7 | 7 | «Епізод 7» «7. Bölüm» | Дурул Тайлан, Ягмур Тайлан | Рана Маматлиоглу, Бекір Баран Сіткі, Мурат Уюркулак | 18 січня 2024     |
| Ґьокхан дізнається тривожну правду про замах на себе. Мерве стикається з наслідками своїх вчинків.                                          |   |                       |                            |                                                     |                   |
| 8 | 8 | «Епізод 8» «8. Bölüm» | Дурул Тайлан, Ягмур Тайлан | Рана Маматлиоглу, Бекір Баран Сіткі, Мурат Уюркулак | 18 січня 2024     |
| Ґьокхан дізнається дивовижний факт про Кюбру й постає перед складним рішенням: відмовитися від послідовників чи продовжувати свою справу.   |   |                       |                            |                                                     |                   |